# 尖翅白斑蟻蛉
尖翅白斑蟻蛉（学名：Baliga eurystictus）为蟻蛉科白斑蟻蛉屬下的一个种。